# Martín de Acuña
Martín Vázquez de Acuña (Valladolid, circa 1540-5 de febrero de 1585) fue un  militar y espía español al servicio de Felipe II.

## Biografía
Fue capitán de arcabuceros y caballero del hábito de Santiago. Antiguo cautivo, el jefe del espionaje español en el Mediterráneo oriental, el virrey de Nápoles Íñigo López de Mendoza, le encargó viajar en 1577 a Constantinopla con el propósito de sabotear el Arsenal Imperial otomano; pero su torpeza puso en peligro la red de espías a favor de Felipe II ya creada en Constantinopla por el mercader veneciano Aurelio Santa Croce; este consiguió impedir hábilmente que los detuvieran transformando su estatus en una falsa embajada diplomática, de forma que acabó en los aposentos del gran visir Sokollu Mehmet Bajá para abrir una negociación entre ambas potencias. El asunto sufrió aún grandes dificultades, peligros y complicaciones. Años más tarde, el vallisoletano será encarcelado en el torreón de Pinto, donde muere por estrangulamiento en su propia celda. Mientras tanto, Aurelio Santa Croce es apresado en Palamós, apenas desembarcado en la península ibérica, bajo la acusación deslizada por varios confidentes de ser agente doble del Sokollu Mehmet Bajá.